# Encentrum graingeri
Encentrum graingeri är en hjuldjursart som beskrevs av Chengalath 1985. Encentrum graingeri ingår i släktet Encentrum och familjen Dicranophoridae. Inga underarter finns listade i Catalogue of Life.